# Путай
Пута́й (кит.: 普泰, Pǔtài, «Повсюдний Спокій») — девіз правління імператора Юаня Гуна з китайської династії Північна Вей в 531—532 роках. Проголошений 11-го числа 2-місяця 2 року Цзяньмін (лютий-березень 531 року). Використовувався до 4-го місяця 2 року Путай (квітень-травень 532 року).

## Таблиця
| Роки                  | 1-й рік Путай | 2-й рік Путай |
| Європейський календар | 531           | 532           |
| 干支                  | 辛亥          | 壬子          |